# Alueza
Alueza (aragonesisch A Lueza) ist ein spanischer Ort in den Pyrenäen in der Provinz Huesca der Autonomen Gemeinschaft Aragonien. Alueza gehört zur Gemeinde La Fueva und hatte im Jahr 2015 acht Einwohner.

## Geographie
Alueza liegt am rechten Ufer des Ussía. Der Ort ist über die Landstraße SC-22113-02 zu erreichen.

## Geschichte
Seit 1834 gehörte Alueza zur Gemeinde Charo.